# Ефимов, Павел Владимирович
Павел Владимирович Ефимов (11 июля 1959 — 10 мая 2000) — советский хоккеист, нападающий.

## Биография
Сын хоккеиста Владимира Ефимова.
Воспитанник воскресенского «Химика». Выступал за команды «Химик» Воскресенск (1977/78 — 1979/80, 1980/81, 1983/84) в высшей лиге, «Динамо» Харьков (1979/80, 1981/82 — 1983/84), «Станкостроитель» Рязань (1984/85), «Кристалл» Электросталь (1985/86 — 1988/88), «Металлург» Череповец (1988/89), «Таллэкс» Таллин (1989/90), «Металлург» Перник (Болгария, 1989/90 — 1991/92).
Скончался 10 мая 2000 года.